# Azha
Azha (Eta Eridani - η Eri ) è una stella della costellazione dell'Eridano. 
Brilla con una luce arancione ed una magnitudine apparente di 4,1 a 133 anni luce dalla Terra.